# Rošca (samhälle)
Rošca är ett samhälle i Montenegro. Det ligger i den centrala delen av landet, 30 km nordväst om huvudstaden Podgorica. Rošca ligger 143 meter över havet och antalet invånare är 196.
Terrängen runt Rošca är huvudsakligen kuperad, men söderut är den bergig. Rošca ligger nere i en dal. Runt Rošca är det ganska glesbefolkat, med 48 invånare per kvadratkilometer. Närmaste större samhälle är Nikšić, 13,7 km norr om Rošca. Omgivningarna runt Rošca är en mosaik av jordbruksmark och naturlig växtlighet.